# United States Army War College

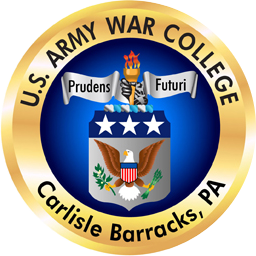
Wappen des Army War College – Das Motto der Institution geht auf Horaz zurück: Prudens futuri temporis exitum caliginosa nocte premit deus. („Ein kluger Gott drängt den Ausgang künftiger Zeit in undurchsichtige Nacht.“)

Das United States Army War College (USAWC) ist eine höhere Bildungseinrichtung der US Army. Das College befindet sich in Carlisle, Pennsylvania, auf dem historischen Gelände der Carlisle Barracks, einem Stützpunkt, dessen Geschichte bis in die 1770er Jahre zurückreicht. Es besteht aus verschiedenen Instituten, die der Forschung und der Ausbildung der Studenten in Führung, Strategie und der Führung von Verbundoperationen sowie internationaler Operationen dienen.

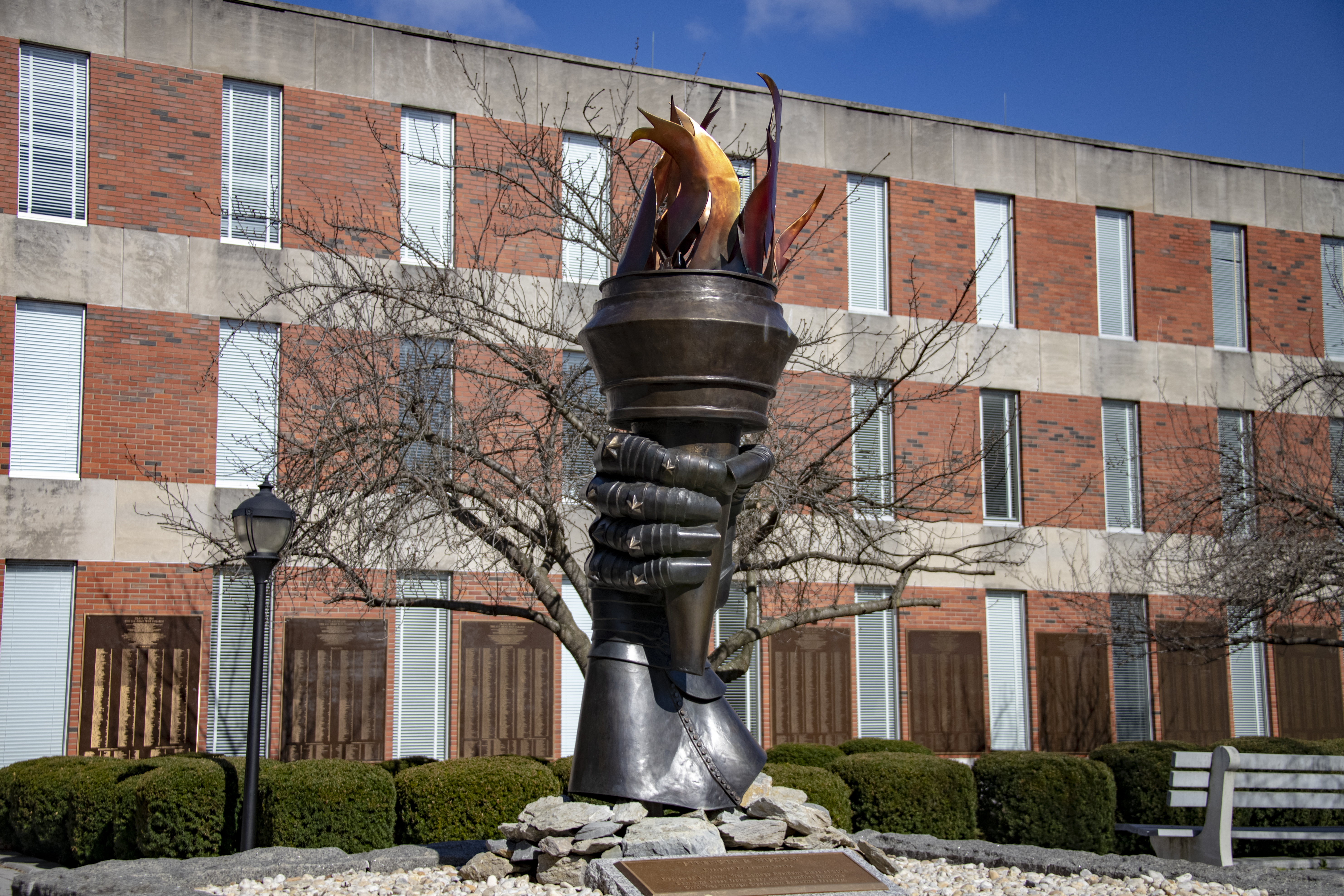
Die Statue „Light of Learning“ (Licht des Lernens) am Army War College

Das Army War College untersteht dem US Army Training and Doctrine Command (TRADOC) und gilt als eine der renommiertesten Bildungseinrichtungen des Heeres.

## Allgemein
Ungefähr 600 Studenten besuchen das College zur selben Zeit, die Hälfte davon in einem zweijährigen internetbasierten Fernstudium. Die andere Hälfte studiert auf dem Campus für eine Zeit von zehn Monaten. Das College verleiht an seine Absolventen, Soldaten oder Zivilisten, einen Master in Strategischen Studien.
Die US Army sucht die meisten der Studenten speziell aus, jedoch studieren am AWC auch Offiziere der anderen Teilstreitkräfte sowie Zivilisten des Pentagon, des US-Außenministeriums, der National Security Agency und mehrere Dutzend Stabsoffiziere aus anderen Nationen. Die Abschlussklasse von 2004 bestand beispielsweise aus:
- 268 Offizieren der Army (aktive Offiziere, Reservisten und Nationalgardisten), der US Navy (aktive Offiziere und Reservisten), der US Air Force (aktive Offiziere, Reservisten und Nationalgardisten), des US Marine Corps (aktive Offiziere und Reservisten) sowie von der US Coast Guard;
- 30 hochrangigen Beamten der US-Bundesregierung und
- 42 ausländischen Offizieren.

Das Durchschnittsalter der Studenten beträgt 45 Jahre, der typische Dienstgrad ist der eines Lieutenant Colonel. Kandidaten der US Army müssen bereits das Command and General Staff College absolviert haben.

## Auftrag
Die US Army definiert den Auftrag des AWC selbst folgendermaßen:

“To prepare selected military, civilian, and international leaders for the responsibilities of strategic leadership; educate current and future leaders on the development and employment of landpower in a joint, multinational and interagency environment; conduct research and publish on national security and military strategy; and engage in activities in support of the Army’s strategic communication efforts.”

„Der Auftrag des AWC ist es ausgesuchte militärische, zivile und internationale Führungskräfte für die Verantwortung der strategischen Führerschaft vorzubereiten; derzeitige und zukünftige Kommandanten in der Entwicklung und dem Betreiben von Bodenkriegführung in einem multinationalen Rahmen auszubilden; Forschung zu Themen der öffentlichen und nationalen Sicherheit und militärischer Strategie zu betreiben und zu veröffentlichen; sowie die Strategie der Kommunikationsbestrebungen der Army zu unterstützen.“

## Geschichte
Das AWC wurde als Konsequenz des Spanisch-Amerikanischen Krieges von 1898 am 27. November 1901 vom US-Kriegsminister Elihu Root mit der General Order 155 gegründet. Der erste Präsident des AWC war General Tasker H. Bliss und die ersten Studenten besuchten das AWC 1904. Zu dieser Zeit war das College in den Washington Barracks, dem heutigen Fort Lesley J. McNair, in Washington, D.C. angesiedelt. 1940 wurde das College wegen des Zweiten Weltkrieges geschlossen. Es wurde dann 1950 in Fort Leavenworth wiedereröffnet und zog ein Jahr später in die Carlisle Barracks um.
Seit 1978 existiert der Harold Keith Johnson Chair of Military History, der durch renommierte Militärhistoriker besetzt wird.
Von 1879 bis 1918 war in Gebäude der Carlisle Barracks die Carlisle Indian Industrial School als führendes Indianer-Internat in den Vereinigten Staaten untergebracht, das zum Zweck der Einrichtung der Schule vom US-Kriegsministerium an das US-Innenministerium übertragen wurde. Mehr als 7800 Kinder aus 140 Indianerstämmen wurden von ihren Stämmen getrennt und auf die Schule geschickt. Nach dem Eintritt der Vereinigten Staaten in den Ersten Weltkrieg wurde die Schule jedoch geschlossen und das Grundstück, auf dem sie sich befand, zur Nutzung durch das US-Verteidigungsministerium zurück übertragen. Die Carlisle Barracks wurden deshalb in das National Register of Historic Places aufgenommen und zur National Historic Landmark erklärt. Diese wurden durch Präsident Joe Biden durch eine Presidential Proclamation am 9. Dezember 2024 mit einer Flächengröße von 24,5 Acres zum Nationalmonument erhoben. Es wird vom National Park Service und der United States Army in Absprache mit Indianerstämmen verwaltet.

## Bekannte Absolventen
- John J. Pershing (1860–1948), Klasse von 1905, General of the Armies of the United States und Oberbefehlshaber der US-amerikanischen Truppen an der Westfront im Ersten Weltkrieg
- John A. Lejeune (1867–1942), Klasse von 1910, 13. Commandant of the Marine Corps
- Dwight D. Eisenhower (1890–1969), Klasse von 1928, erster Supreme Allied Commander Europe
- George S. Patton (1885–1945), Jr., Klasse von 1932, Panzergeneral des Zweiten Weltkrieges
- Omar N. Bradley (1893–1981), Klasse von 1934, erster Vorsitzender der Joint Chiefs of Staff
- J. Lawton Collins (1896–1987), Klasse von 1938, Kommandeur des VII. US-Korps während der Befreiung Westeuropas im Zweiten Weltkrieg; während des Koreakrieges Chief of Staff of the Army
- Leslie R. Groves (1896–1970), Klasse von 1939, Militärischer Leiter des Manhattan-Projekts
- Mark W. Clark (1896–1984), Klasse von 1937, General im Zweiten Weltkrieg und im Koreakrieg
- William C. Westmoreland (1914–2005), Klasse von 1951, Kommandierender General des Military Assistance Command, Vietnam im Vietnamkrieg
- Creighton Abrams (1914–1974), Klasse von 1953, Kommandierender General des Military Assistance Command, Vietnam im Vietnamkrieg
- Alexander M. Haig, Jr. (1924–2010), Klasse von 1966, siebter Supreme Allied Commander Europe und Stabschef des Weißen Hauses
- H. Norman Schwarzkopf, Jr. (1934–2012), Klasse von 1973, Kommandeur des US Central Command und Kommandeur der Operationen Desert Shield/Storm
- George A. Joulwan (* 1939), Klasse von 1978, elfter Supreme Allied Commander Europe
- Richard B. Myers (* 1942), Klasse von 1981, 15. Vorsitzender der Joint Chiefs of Staff
- Tommy Franks (* 1945), Klasse von 1985, Kommandeur des US Central Command; zuständig für die Planung und Durchführung der Invasion in Afghanistan (2001) und des Irakkrieges (2003)
- Ken Tovo (* 1961), Kommandeur des Combined Security Transition Command-Afghanistan
- Abd al-Fattah as-Sisi (* 1954), Klasse von 2006, War Course, United States Army War College in Carlisle (USA 2006), seit dem 8. Juni 2014 Präsident Ägyptens.

## Verweise